# Želva bahenní
Želva bahenní (Emys orbicularis) je jediná želva volně se vyskytující (přirozeně) ve střední Evropě a tedy i v Česku.

## Vzhled
Želva bahenní se řadí mezi želvy přechodného typu, které jsou podobné suchozemským želvám končetinami a vodním želvám tvarem karapaxu. Samice želvy bahenní může dorůstat až 25 cm, naproti tomu drobný sameček měří jen okolo 15 cm. Samec má oči hnědé, samice nažloutlé. Mezi prsty má blány. Krunýř má tmavý se žlutými skvrnkami.

## Způsob života
Je to želva dravá, živí se převážně malými rybami, obojživelníky, plži, mlži, hmyzem a jeho larvami. Při chovu v zajetí jí lze živočišnou potravu občas kombinovat s vodními rostlinami, salátem, trávou nebo květy a listy pampelišky lékařské. Ve stravě musí být dostatek vitaminů (především A, C a D) a minerálních látek.
Želva bahenní přezimuje u dna zahrabána do bahna (to jí zajišťuje stálou teplotu). Hibernuje podle momentálních podmínek 5–7 měsíců (asi od října do dubna). Aktivní je především ráno a večer. Žít může přes sto let, některé zdroje dokonce uvádějí 120 let.

## Reprodukce
Pohlavní dospělosti želva dosahuje asi okolo 10 let věku. Páří se v květnu a během června až začátkem července samice klade 3–16 vajec.
Samice je může zahrabat i poměrně daleko od vody na slunném a nejlépe písčitém břehu. Mláďata se líhnou asi po 100 dnech, při nepřízni počasí ale vylézají až dalšího jara. Mláďata mají žlutou rohovku. O pohlaví mláďat rozhoduje v určité fázi jejich vývinu okolní teplota. Při teplotě kolem 24 – 28 °C v dané fázi jejich vývinu se líhnou samečkové, při vyšší teplotě samičky.

## Výskyt
Želva bahenní se vyskytuje v téměř celé Evropě kromě Skandinávie a britských ostrovů, na Blízkém východě a v severní Africe. Nejčastěji ji najdeme ve stojatých slepých ramenech řek a rybnících. I když její aktivní teplota je poměrně nízká, dává přednost prohřátým mělčinám.
Výskyt fosilních nálezů potvrzuje, že želva bahenní se vyskytovala na území Čech, Moravy , Slezska a Slovenska. Mezi nejznámější patří nález výlitku mezikrunýřové dutiny z Gánovců, který pochází z posledního interglaciálu a je uložen v depozitáři muzea v Spišské Nové Vsi. V Tekovském muzeu v Levicích je uložen nález výlitku dutiny krunýře v kusu travertinu z období pleistocénu. Nález z Přezletic u Prahy pochází z období pleistocénu comerského interglaciálu. V roce 2015 byl nalezen želví krunýř v povrchovém hnědouhelném Dole Bílina o velikosti 40 cm. Stáří bylo odhadováno na 20 miliónů let. Spolu se sbírkou fosilií Severočeských dolů byla věnována Národnímu muzeu v Praze k jeho 200. výročí od založení.
V Česku je chráněna jako kriticky ohrožený druh a její výskyt je zaznamenáván pouze náhodně. Větší šance na její spatření je na Slovensku, i tam je však přísně chráněna. V ČR byla několikrát uměle vysazena, přesto nedošlo k zvýšení jejích stavů. V lokalitě Betlém v nejjižnější části Svratecké nivy se podle odhadu z roku 2023 vyskytovalo asi 300 jedinců. V chovu ji má např. Zoo Hluboká.